# League of Ireland 2008
Die League of Ireland 2008 war die 88. Spielzeit der höchsten irischen Fußballliga. Sie begann am 8. März 2008 und endete am 25. Oktober 2008. Titelverteidiger war Drogheda United.
Bohemians Dublin gewann zum zehnten Mal die Meisterschaft.

## Modus
Die zwölf Mannschaften spielten jeweils dreimal gegeneinander. Jedes Team absolvierte dabei 33 Saisonspiele. Die letzten drei Vereine stiegen in die First Division ab, da die Liga in der folgenden Spielzeit mit zehn Vereinen spielte.

## Vereine
| Verein                        | Wappen                        | Stadt      | Stadion            | Kapazität |
| ----------------------------- | ----------------------------- | ---------- | ------------------ | --------- |
| Bohemians Dublin              | Bohemians Dublin              | Dublin     | Dalymount Park     | 7.955     |
| Bray Wanderers                | Bray Wanderers                | Bray       | Carlisle Grounds   | 3.250     |
| Cobh Ramblers                 | Robh Ramblers                 | Cobh       | St. Colman’s Park  | 4.050     |
| Cork City                     | Cork City                     | Cork       | Turners Cross      | 8.985     |
| Derry City                    | Derry City                    | Derry      | Brandywell Stadium | 7.700     |
| Drogheda United               | Drogheda United               | Drogheda   | Hunky Dorys Park   | 2.000     |
| Finn Harps                    | Finn Harps                    | Ballybofey | Finn Park          | 7.500     |
| Galway United                 | Galway United                 | Galway     | Terryland Park     | 5.000     |
| Shamrock Rovers               | Shamrock Rovers               | Dublin     | Tallaght Stadium   | 5.947     |
| Sligo Rovers                  | Sligo Rovers                  | Sligo      | The Showgrounds    | 5.500     |
| St Patrick’s Athletic         | St Patrick’s Athletic         | Dublin     | Richmond Park      | 5.340     |
| University College Dublin AFC | University College Dublin AFC | Dublin     | UCD Bowl           | 3.000     |

## Abschlusstabelle
| Pl. | Verein                        | Sp. | S  | U  | N  | Tore    | Diff. | Punkte |
| --- | ----------------------------- | --- | -- | -- | -- | ------- | ----- | ------ |
| 1.  | Bohemians Dublin              | 33  | 27 | 4  | 2  | 055:130 | +42   | 85     |
| 2.  | St Patrick’s Athletic         | 33  | 20 | 6  | 7  | 048:240 | +24   | 66     |
| 3.  | Derry City                    | 33  | 16 | 10 | 7  | 046:250 | +21   | 58     |
| 4.  | Sligo Rovers                  | 33  | 12 | 12 | 9  | 041:280 | +13   | 48     |
| 5.  | Cork City (P) 1               | 33  | 15 | 11 | 7  | 045:280 | +17   | 46     |
| 6.  | Bray Wanderers                | 33  | 11 | 6  | 16 | 028:520 | −24   | 39     |
| 7.  | Shamrock Rovers               | 33  | 8  | 13 | 12 | 033:350 | −2    | 37     |
| 8.  | Drogheda United (M) 1         | 33  | 12 | 9  | 12 | 038:320 | +6    | 35     |
| 9.  | Galway United                 | 33  | 8  | 8  | 17 | 034:490 | −15   | 32     |
| 10. | Finn Harps (N)                | 33  | 9  | 4  | 20 | 026:530 | −27   | 31     |
| 11. | Cobh Ramblers (N)             | 33  | 6  | 8  | 19 | 027:550 | −28   | 26     |
| 12. | University College Dublin AFC | 33  | 4  | 9  | 20 | 019:460 | −27   | 21     |

Platzierungskriterien: 1. Punkte – 2. Tordifferenz – 3. geschossene Tore

| (M) | Amtierender irischer Meister         |
| (P) | Amtierender irischer Pokalsieger     |
| (N) | Neuaufsteiger aus der First Division |

## Kreuztabelle
| Hinrunde (Runden 1–22) | Hinrunde (Runden 1–22) | Hinrunde (Runden 1–22) | Hinrunde (Runden 1–22) | Hinrunde (Runden 1–22) | Hinrunde (Runden 1–22) | Hinrunde (Runden 1–22) | Hinrunde (Runden 1–22) | Hinrunde (Runden 1–22) | Hinrunde (Runden 1–22) | Hinrunde (Runden 1–22) | Hinrunde (Runden 1–22)        | 2008                          | Rückrunde (Runden 23–33) | Rückrunde (Runden 23–33) | Rückrunde (Runden 23–33) | Rückrunde (Runden 23–33) | Rückrunde (Runden 23–33) | Rückrunde (Runden 23–33) | Rückrunde (Runden 23–33) | Rückrunde (Runden 23–33) | Rückrunde (Runden 23–33) | Rückrunde (Runden 23–33) | Rückrunde (Runden 23–33) | Rückrunde (Runden 23–33)      |
| ---------------------- | ---------------------- | ---------------------- | ---------------------- | ---------------------- | ---------------------- | ---------------------- | ---------------------- | ---------------------- | ---------------------- | ---------------------- | ----------------------------- | ----------------------------- | ------------------------ | ------------------------ | ------------------------ | ------------------------ | ------------------------ | ------------------------ | ------------------------ | ------------------------ | ------------------------ | ------------------------ | ------------------------ | ----------------------------- |
| Bohemians Dublin       | St Patrick’s Athletic  | Derry City             | Sligo Rovers           | Cork City              | Bray Wanderers         | Shamrock Rovers        | Drogheda United        | Galway United          | Finn Harps             | Cobh Ramblers          | University College Dublin AFC | Verein                        | Bohemians Dublin         | St Patrick’s Athletic    | Derry City               | Sligo Rovers             | Cork City                | Bray Wanderers           | Shamrock Rovers          | Drogheda United          | Galway United            | Finn Harps               | Cobh Ramblers            | University College Dublin AFC |
|                        | 0:1                    | 0:0                    | 3:0                    | 2:1                    | 1:1                    | 2:1                    | 2:0                    | 2:1                    | 3:0                    | 3:0                    | 2:0                           | Bohemians Dublin              |                          | 3:0                      | 0:1                      | –                        | 3:1                      | 2:1                      | –                        | –                        | –                        | 3:0                      | –                        | –                             |
| 0:1                    |                        | 0:1                    | 3:1                    | 3:2                    | 1:1                    | 1:1                    | 0:1                    | 1:0                    | 5:1                    | 1:0                    | 0:0                           | St Patrick’s Athletic         | –                        |                          | 2:1                      | 1:0                      | 0:1                      | –                        | –                        | –                        | 0:1                      | –                        | 0:3                      | 2:0                           |
| 0:0                    | 0:3                    |                        | 0:0                    | 2:3                    | 4:0                    | 0:1                    | 2:0                    | 0:0                    | 2:1                    | 1:0                    | 4:1                           | Derry City                    | –                        | –                        |                          | 1:1                      | –                        | –                        | –                        | 0:1                      | 2:0                      | 1:0                      | 4:2                      | –                             |
| 1:2                    | 1:2                    | 0:0                    |                        | 0:1                    | 3:0                    | 3:2                    | 3:3                    | 3:0                    | 4:1                    | 3:1                    | 0:0                           | Sligo Rovers                  | 0:1                      | –                        | –                        |                          | –                        | 2:0                      | 2:1                      | 0:0                      | 1:1                      | –                        | 4:0                      | –                             |
| 0:1                    | 0:0                    | 1:1                    | 1:0                    |                        | 0:0                    | 1:1                    | 0:2                    | 3:2                    | 3:0                    | 5:0                    | 1:0                           | Cork City                     | –                        | –                        | 1:1                      | 0:0                      |                          | 3:0                      | –                        | 0:0                      | –                        | 1:1                      | –                        | 2:0                           |
| 0:2                    | 0:3                    | 1:0                    | 0:0                    | 0:3                    |                        | 1:0                    | 1:0                    | 0:1                    | 1:0                    | 1:0                    | 0:2                           | Bray Wanderers                | –                        | 0:1                      | 2:1                      | –                        | –                        |                          | –                        | 4:3                      | –                        | 0:1                      | 3:2                      | 2:1                           |
| 0:1                    | 0:1                    | 1:1                    | 1:0                    | 1:1                    | 2:0                    |                        | 0:0                    | 3:1                    | 0:2                    | 0:0                    | 1:1                           | Shamrock Rovers               | 1:2                      | 1:3                      | 1:1                      | –                        | 3:0                      | 2:2                      |                          | –                        | –                        | –                        | –                        | 1:1                           |
| 1:2                    | 2:2                    | 0:1                    | 1:1                    | 0:1                    | 2:0                    | 0:1                    |                        | 1:0                    | 1:0                    | 3:0                    | 2:1                           | Drogheda United               | 1:2                      | 0:2                      | –                        | –                        | –                        | –                        | 1:1                      |                          | 1:1                      | 1:2                      | 0:0                      | –                             |
| 0:1                    | 2:2                    | 0:4                    | 1:1                    | 1:3                    | 2:3                    | 0:2                    | 0:1                    |                        | 2:2                    | 0:1                    | 1:2                           | Galway United                 | 0:2                      | –                        | –                        | –                        | 3:2                      | 4:0                      | 1:1                      | –                        |                          | 3:0                      | –                        | –                             |
| 0:2                    | 0:3                    | 0:2                    | 0:1                    | 0:1                    | 1:0                    | 1:1                    | 1:3                    | 0:2                    |                        | 2:0                    | 1:0                           | Finn Harps                    | –                        | 0:1                      | –                        | 0:2                      | –                        | –                        | 2:0                      | –                        | –                        |                          | 2:2                      | 2:0                           |
| 0:1                    | 0:1                    | 0:3                    | 1:3                    | 0:0                    | 1:2                    | 2:0                    | 0:4                    | 1:1                    | 1:3                    |                        | 0:0                           | Cobh Ramblers                 | 0:2                      | –                        | –                        | –                        | 1:1                      | –                        | 1:0                      | –                        | 4:1                      | –                        |                          | 2:0                           |
| 1:1                    | 0:3                    | 2:3                    | 0:0                    | 0:2                    | 2:2                    | 0:2                    | 1:3                    | 0:1                    | 1:0                    | 1:1                    |                               | University College Dublin AFC | 0:1                      | –                        | 1:2                      | 0:1                      | –                        | –                        | –                        | 1:0                      | 0:1                      | –                        | –                        |                               |